# Abtei Saint-Vincent de Chantelle

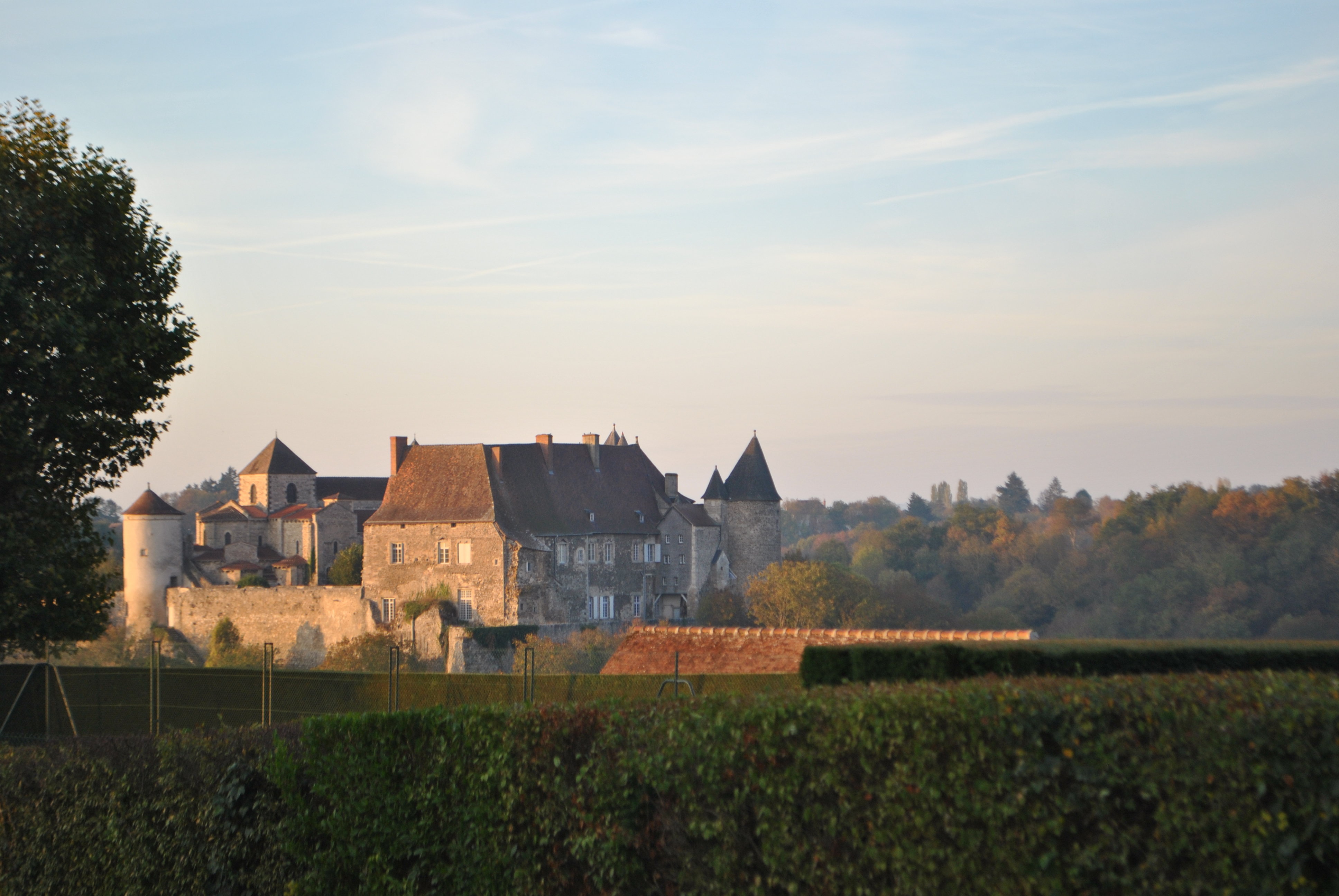
Gesamtansicht

Die Abtei Saint-Vincent ist ein Benediktinerinnenkloster in Chantelle im französischen Département Allier. Die Gebäude stehen als Monument historique unter Denkmalschutz.

## Geschichte

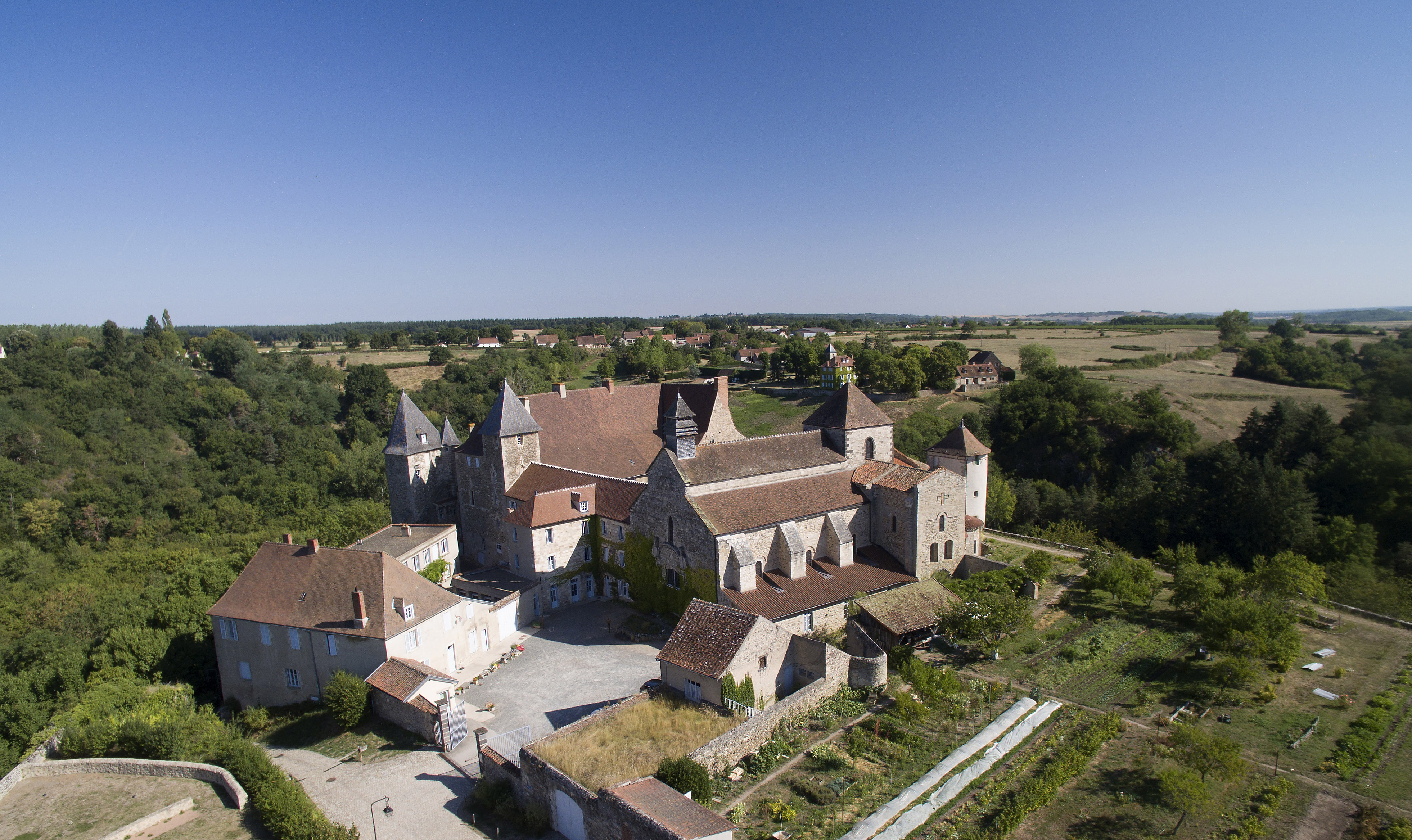
Luftansicht aus Süd-Westen

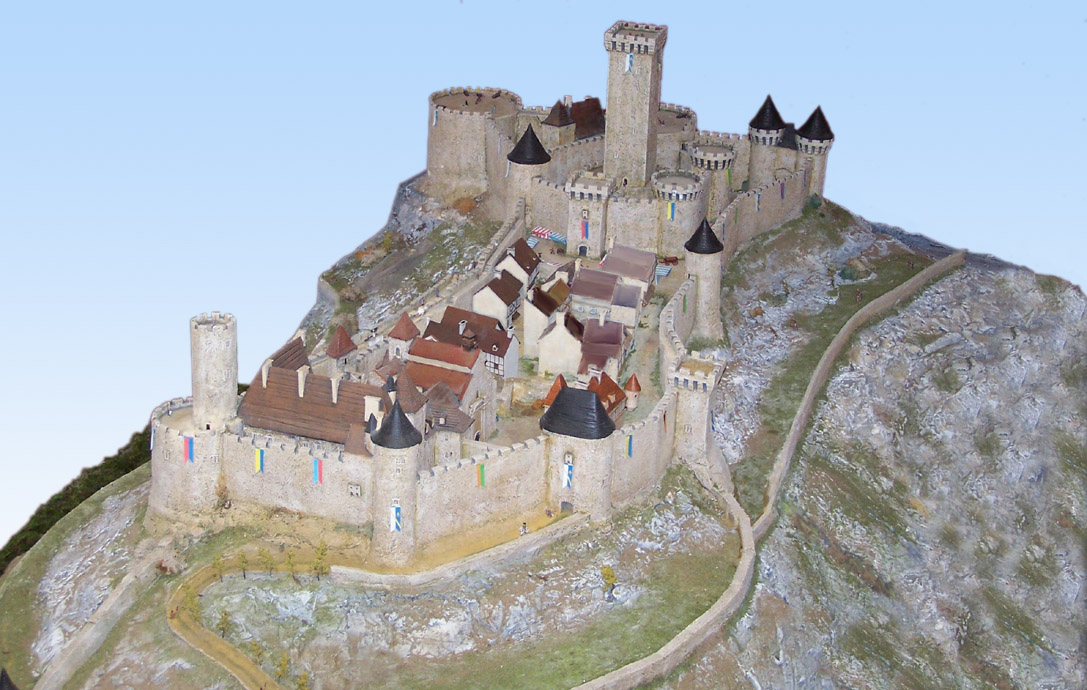
Nachbau von Schloss und Kloster, Modell: „Amis du Pays Chantellois“

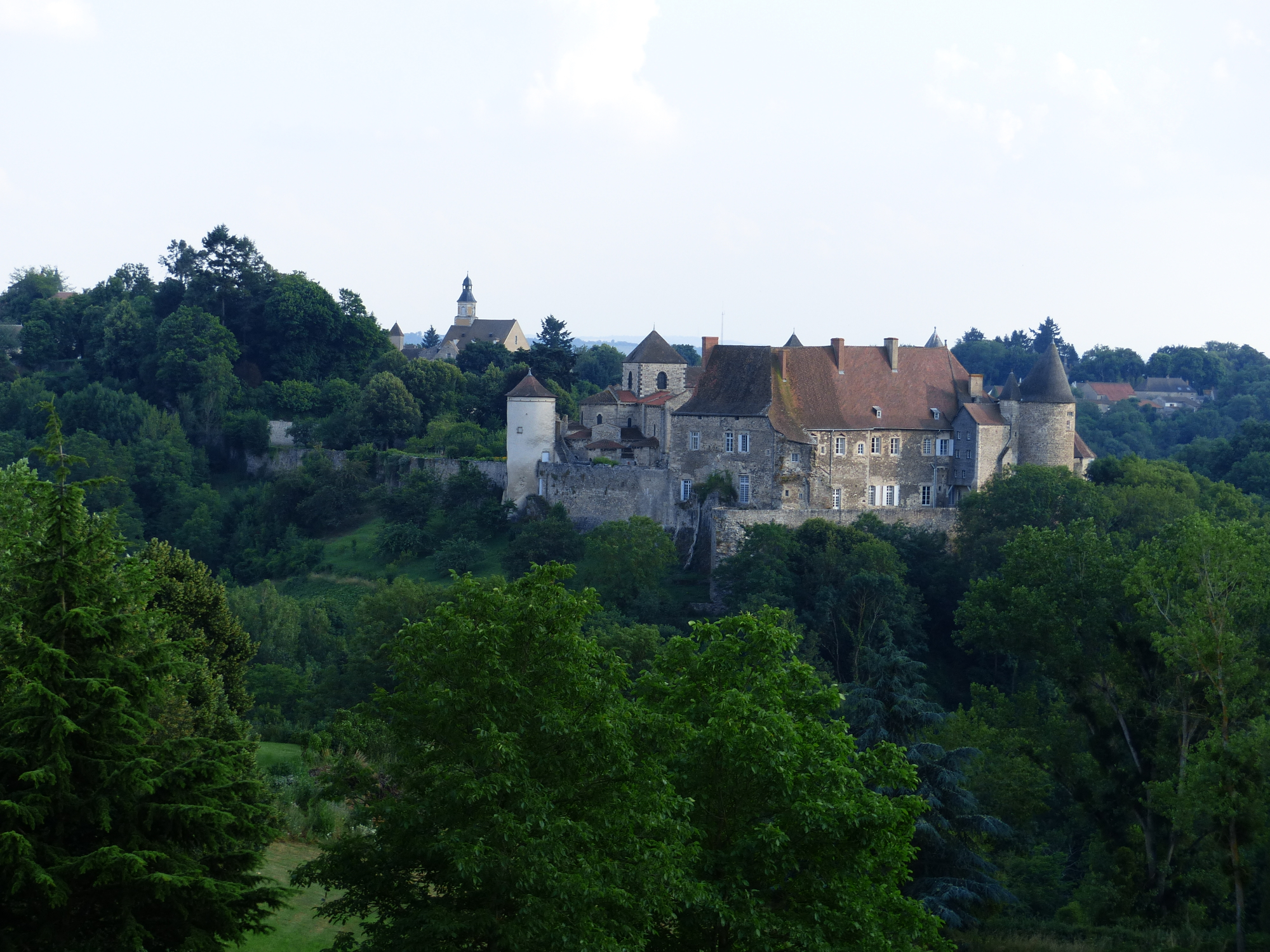
Klostergebäude

Seit 937 gibt es in Chantelle ein Kloster, das dem heiligen Diakon Vinzenz von Valencia geweiht ist. Ainaud und Rothilde, die das Kloster gestiftet hatten, vertrauten es Regularkanonikern an. Die Stiftungsurkunde wurde von Odo von Cluny als Zeuge mitunterzeichnet, sie ist erhalten und wird heute im Archiv des Puy de Dôme aufbewahrt.
Die Mönche, die dort den Gebetsdienst versahen, errichteten im ausgehenden 11. Jahrhundert die bis heute erhaltene romanische Kirche, die mit ihren klaren Linien und der Ausgewogenheit der Dimensionen ein echtes Juwel darstellt. Im 15. Jh. wurden die Klostergebäude im Stil der späten Gotik vollständig erneuert. Zu erwähnen ist hier die besondere Lage des Klosters: auf einem abfallenden Felsvorsprung über dem Fluss Bouble gelegen, wurde das Kloster von den Mauern des Schlosses der Bourbonen-Herzöge umfangen, das sich etwas oberhalb befand.

Innenhof

Anne de Beaujeu regierte von hier aus von 1483 bis 1491 für ihren minderjährigen Bruder Karl VIII. 1635 ließen Ludwig XIII. und Kardinal Richelieu das Schloss der Bourbonen schleifen, erhalten geblieben sind nur einige Festungsmauern, zwei Türme und Reste des Wassergrabens, die heute als Gärten dienen. Das Kloster mit seiner Kirche blieb verschont.
Während der Französischen Revolution wurde das Kloster aufgehoben und verkauft, die Kirche diente als Lagerraum.
Erst am 11. Oktober 1853 begann das klösterliche Leben in Chantelle aufs Neue. Aus der Benediktinerinnenabtei Pradines kamen 17 Benediktinerinnen und bauten das sehr verfallene Kloster wieder auf. Die Schwestern unterhielten zu Beginn eine Schule für die Mädchen des Ortes, einige Mädchen lebten innerhalb der Klausur als Internatsschülerinnen. 1905 fand dieses Modell mit dem Gesetz zur Trennung von Kirche und Staat ein Ende. Während des Zweiten Weltkrieges kamen zahlreiche Kinder wegen der schlechten Versorgungslage von Paris aufs Land, und die Schwestern beteiligten sich an deren Unterbringung und Versorgung.

## Gemeinschaft
Seit nunmehr 165 Jahren leben Benediktinerinnen an diesem Ort, derzeit (2020) gehören 8 Schwestern zur Gemeinschaft. Das Kloster gehört mit sieben weiteren Gemeinschaften der Föderation Coeur Immaculé de Marie an.
Besondere Bedeutung hat neben dem Chorgebet die Gastfreundschaft. Neben Pilgern und anderen Gottsuchern erhalten auch wohnungslose Menschen für zwei bis drei Nächte eine für ihre Bedürfnisse angepasste Unterkunft.
Seit 1954 betreiben die Schwestern, heute unterstützt von einigen Angestellten, ein Unternehmen, das sich auf natürliche Kosmetika spezialisiert hat. Unter dem Namen Les Bénédictines de Chantelle werden über 45 verschiedene Artikel innerhalb der Abtei produziert, abgefüllt und direkt vermarktet. Hinzu kommen zahlreiche Verkaufspunkte innerhalb Frankreichs und im Ausland sowie ein Online-Versand. So werden im Jahr über 12 Tonnen handgefertigte, natürliche Kosmetika vertrieben. Vom Erlös lebt die Gemeinschaft und können die denkmalgeschützten Gebäude unterhalten werden.
Das französische Fernsehen hat in der Vergangenheit verschiedene Berichte über die Abtei ausgestrahlt.